# Comuna Perespa, Rojîșce
Perespa (în ucraineană Переспа) este o comună în raionul Rojîșce, regiunea Volînia, Ucraina, formată din satele Bohușivska Mareanivka, Lînivka, Malînivka, Mîroslavka, Perespa (reședința), Trîlisți și Zabara.

## Demografie
Componența lingvistică a satului Perespa
     Ucraineană (98,99%)
     Alte limbi (0,96%)
Conform recensământului din 2001, majoritatea populației satului Perespa era vorbitoare de ucraineană (98,99%), existând în minoritate și vorbitori de alte limbi.